# The Protégé – Made for Revenge
The Protégé – Made for Revenge ist ein Action-Thriller aus dem Jahr 2021, der am 20. August 2021 erschienen ist. Regie führte Martin Campbell, das Drehbuch schrieb Richard Wenk. Die Hauptrollen spielen Maggie Q, Michael Keaton und Samuel L. Jackson.
Das ZDF zeigte den Film, am 23. Oktober 2023 unter dem Titel The Protégé – Der Racheengel.

## Handlung
Die Vietnamesin Anna wurde als Kind von dem Killer Moody gerettet und zur Kampfmaschine ausgebildet.
Zu Beginn der Haupthandlung ist sie zu einer eleganten und attraktiven Frau herangewachsen und arbeitet im Verbund mit Moody als hocheffiziente Auftragsmörderin. Die Zielpersonen des tödlichen Teams sind stets Unterweltler und sonstige Bösewichte. Ihre Arbeit lassen sie sich mit millionenschweren Honoraren vergüten. Der gesundheitlich angeschlagene Moody lebt zurückgezogen in einem schlossähnlichen Landhaus. Anna führt ein Geschäft für wertvolle antiquarische Bücher in London, was unter anderem als Tarnung für ihre internationale Reisetätigkeit dient.
Als sie einen zunächst harmlos scheinenden Ermittlungsauftrag von Moody erhält und dieser kurz darauf ermordet wird, will sie seinen Tod rächen. Sie verfolgt die dürftigen Spuren, die sie ausgerechnet zurück nach Vietnam führen.
Immer wieder in die Quere kommt ihr dabei der mysteriöse Michael Rembrandt, ebenfalls ein Profikiller, der jedoch auch privates Interesse an ihr zeigt.

## Produktion
Im Oktober 2017 wurde Martin Campbell als Regisseur verpflichtet, das Drehbuch stammt von Richard Wenk. Im November 2019 wurde bekannt, dass Michael Keaton, Samuel L. Jackson und Maggie Q der Besetzung des Films beigetreten waren. Die Dreharbeiten begannen im Januar 2020 und fanden unter anderem in Bukarest, London und Sofia statt.

## Synchronisation
Die deutschsprachige Fassung entstand bei der Mo Synchron in München nach dem Dialogbuch von Moritz Brendel, Bastian Buchna und Kai Taschner, welcher ebenfalls die Dialogregie verantwortete.
| Rollenname        | Schauspieler      | Synchronsprecher         |
| ----------------- | ----------------- | ------------------------ |
| Annie Dutton      | Maggie Q          | Berenice Weichert        |
| Moody Dutton      | Samuel L. Jackson | Engelbert von Nordhausen |
| Michael Rembrandt | Michael Keaton    | Joachim Tennstedt        |
| Billy Boy         | Robert Patrick    | Ronald Nitschke          |
| Edward Hayes      | David Rintoul     | Rainer Brandt            |
| Vohl              | Patrick Malahide  | Erich Räuker             |
| Athens            | Ori Pfeffer       | Uve Teschner             |
| Duquet            | Ray Fearon        | Matthias Klie            |

## Veröffentlichung
Der Film erschien am 20. August 2021 in den USA. In Deutschland erschien The Protégé – Made for Revenge am 22. Oktober 2021 auf DVD und Blu-ray.

## Rezeption
Bei Rotten Tomatoes erreichte der Film 63 Prozent Zustimmung, basierend auf 112 Kritiken. Bei Metacritic bekam The Protégé eine Punktzahl von 48 Prozent, basierend auf 27 Kritiken.
Das Lexikon des internationalen Films urteilte: „Unentschlossen zwischen Rachethriller, Actionreißer und Liebeskomödie pendelnder Film, der zwar in seinen Kampfszenen perfekt und spannend inszeniert ist und mit guten Darstellern aufwartet, darüber aber die Motive der Hauptfigur aus den Augen verliert.“
Sebastian Stumbek vergab auf Moviebreak.de 6 von 10 möglichen Punkten und meinte: „Gute Actionszenen und sympathischer Cast treffen auf altbekannte und dünn ausfallende Story. Wer gar nicht mehr als das erwartet, dürfte in ‚The Protégé - Made for Revenge‘ durchaus kurzweiligen Spaß finden.“